# یوگنی زارافیانتس
یوگنی زارافیانتس ( انگلیسی: Evgeny Zarafiants؛ زادهٔ ۲۴ ژوئن ۱۹۵۹) موسیقی‌دان و نوازنده پیانو ارمنی‌تبار اهل روسیه است. وی از سال میلادی تا کنون فعالیت می‌کند.

## زندگی‌نامه
وی در ۲۴ ژوئن ۱۹۵۹ در نووسیبیرسک به دنیا آمد و از کنسرواتوار گلینکا در گورکی فارغ‌التحصیل گشت و دیرتر در همان کنسرواتوار تدریس کرد. در سال ۱۹۹۳ مشترکاً جایزه دوم در رقابت بین‌المللی پیانو سولوی ایوو پوگورلیچ در آمبارسادور آئودیتوریوم در پاسادینا، کالیفرنیا به وی اعطا گردید.
رکوردهای وی شامل الکساندر اسکریابین و دومنیکو اسکارلاتی .... در سال ۱۹۹۳ در رقابت بین‌المللی سولو پیانو در آماباسادور آئودیتوریوم در پاسادینا، کالیفرنیا مشترکاً با ایوو پوگورلیچ برنده جایزه دوم شد.

## دیسکوگرافی
- Art & Music: Klimt - Music of His Time. Naxos
- Scarlatti: Keyboard Sonatas, Vol. 6. Naxos
- Scriabin: Preludes, Vol 1. Naxos
- Scriabin: Preludes, Vol. 2. Naxos
- Rachmaninov Piano Sonata No. 1, etc.. ALM Records
- Rachmaninov Piano Sonata No. 2, and preludes by Rachmaninov and Bach. ALM Records

## برای مطالعهٔ بیشتر
- Morrison, Bryce (August 1994). "Real winners". Gramophone. Haymarket Group: 27.
- Morrison, Bryce (August 2000). "Review: Scriabin". Gramophone. Haymarket Group: 79.
- Morrison, Bryce (November 2000). "Review: Scriabin". Gramophone. Haymarket Group: 93.